# Franklin Mountains (Kanada)
Die Franklin Mountains sind ein Gebirgszug in den Northwest Territories in  Kanada.
Die Franklin Mountains erstrecken sich rund 200 km in Nord-Süd-Richtung am rechten Ufer des Mackenzie River. Die höchste Erhebung ist der 1570 m hohe Mount Cap (auch Cap Mountain genannt) im Süden der Berge. Der zweithöchste Berg ist der im Norden der Franklin Mountains gelegene Mount Clark mit 1463 m.
Sie sind nach John Franklin benannt, der im Bereich dieser Berge auf der Rückkehr von seiner Expedition 1819–1822 fast verhungert wäre.